# Сирил (Оклахома)
Сирил (енгл. Cyril) град је у америчкој савезној држави Оклахома.

## Демографија
По попису из 2010. године број становника је 1.059, што је 109 (-9,3%) становника мање него 2000. године.
| Група             | 2000.         | 2010.       |
| Белци             | 1.004 (86,0%) | 846 (79,9%) |
| Афроамериканци    | 2 (0,2%)      | 9 (0,8%)    |
| Азијати           | 2 (0,2%)      | 3 (0,3%)    |
| Хиспаноамериканци | 32 (2,7%)     | 53 (5,0%)   |
| Укупно            | 1.168         | 1.059       |